# Fast bowling

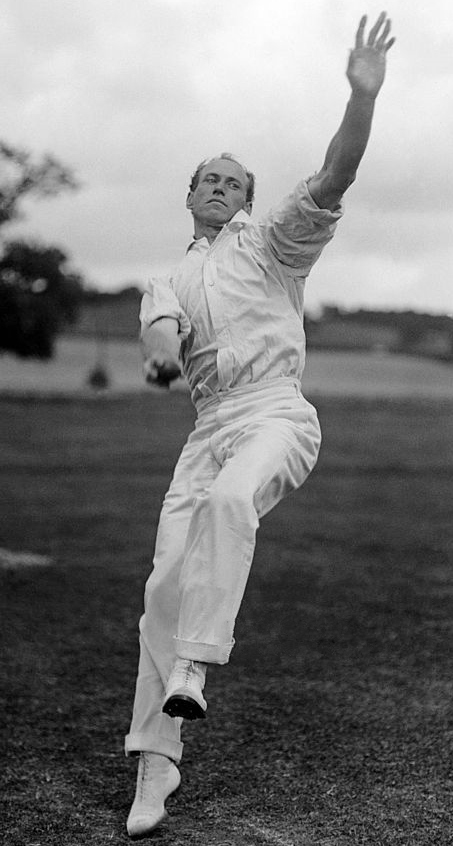
Bart King, jeden z pierwszych rzucających w stylu swing

Fast bowling, w krykiecie styl rzucania piłki w którym bowler rzuca piłkę krykietową z prędkością zazwyczaj ponad 90 km/h. Dwie główne odmiany rzucania w stylu fast to swing bowling w którym piłka porusza się po linii krzywej od momentu opuszczenia ręki bowlera (rzucający w tym stylu starają się wykorzystywać fakt, że piłka krykietowa jest zazwyczaj z jednej strony bardzo gładka - przepływ laminarny, a z drugiej bardziej chropowata - przepływ turbulencyjny) oraz seam bowling (piłka rzucana jest prosto ale w taki sposób aby odbiła się od pitcha na swoim szwie zmieniając w ten sposób kierunek lotu).